# Orquestra Filarmônica Nacional de Varsóvia

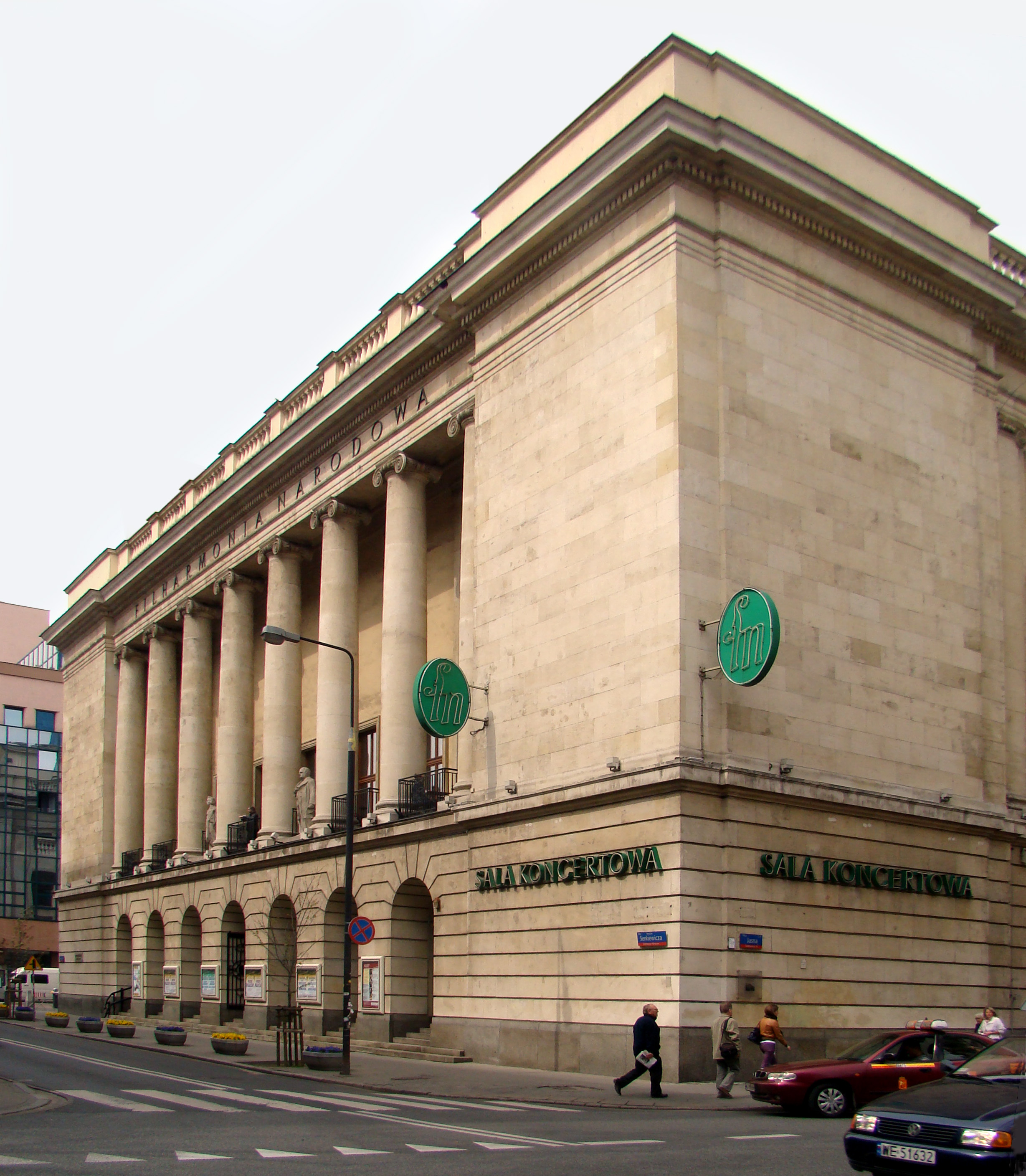
Edifício da Orquestra Filarmónica Nacional de Varsóvia

A Orquestra Filarmônica(pt-BR) ou Filarmónica(pt-PT?) Nacional de Varsóvia (em polonês/polaco:  Orkiestra Filharmonii Narodowej w Warszawie) é uma orquestra de Varsóvia, na Polónia, fundada em 1901. 
Entre o ano de fundação e a Segunda Guerra Mundial, passaram pela orquestra maestros como Edvard Grieg, Arthur Honegger, Leoncavallo, Serguei Prokofiev, Rachmaninoff, Maurice Ravel, Saint-Saëns, Richard Strauss e Igor Stravinsky. Outros grandes músicos que tocaram com a orquestra foram os pianistas Paderewski e Arthur Rubinstein, os violinistas Heifetz e Sarasat e o violoncelista Pablo Casals. A orquestra apresenta-se no Concurso Internacional de Piano Frédéric Chopin desde 1927 e apareceu na inauguração da Competição Internacional de Violino Wieniawski, em 1935 e no Festival de Arte Polonesa Universal em 1937.

## Diretores Musicais
- Emil Młynarski (1901-05)
- Zygmunt Noskowski (1906-08)
- Henryk Melcer-Szczawiński (1908-09)
- Grzegorz Fitelberg (1909-11)
- Zdzisław Birnbaum (1911-14, 1916-18)
- Roman Chojnacki (1918-38)
- Józef Ozimiński (1938-39)
- Olgierd Straszyński (1945-46)
- Andrzej Panufnik (1946-47)
- Jan Maklakiewicz (1947-48)
- Witold Rudziński (1948-49)
- Władysław Raczkowski (1949-50)
- Witold Rowicki (1950-55, 1958-77)
- Bohdan Wodiczko (1955-58)
- Kazimierz Kord (1977-2001)
- Antoni Wit (2002-2013)
- Jacek Kaspszyk (2013–presente)